# Гернер, Карл Август
Карл Август Гернер (нем. Karl August Görner; 29 января 1806, Берлин — 9 апреля 1884, Гамбург) — немецкий актёр, режиссёр, драматург, театральный деятель.

## Биография
Родился в семье налогового чиновника, известной дружбой со многими представителями театрального искусства, в том числе с Людвигом Девриентом, жившим в том же доме, ставшим его другом и первым наставником. В 1822 году он тайно покинул родительский дом, чтобы посвятить себя театральной сцене. Сперва играл в труппе Curiotischen Truppe в Щецине, затем на сцене Герцогского придворного театра в Кётене.
В возрасте 18 лет создал свою труппу, с которой выступал в течение двух лет. В 1827 году, работая в придворном театре в Нойштрелице, впервые занялся режиссурой.
В 1848 году переехал в Бреслау, с 1853 года служил в Немецкий театре в Берлине, в 1855 году возглавил Кролль-опера, а в 1857 году отправился в Гамбург, где до 1863 года служил директором в городском театре Талия.

## Избранные театральные роли
- Вурм («Коварство и любовь» Фридриха Шиллера)
- Маринелли («Эмилия Галотти» Г. Э. Лессинга)
- Адам («Разбитый кувшин» Генриха фон Клейста)
- Бродяга («Злой дух Лумпацивагабундус» И. Нестроя)

## Избранные комедии
Ему принадлежат около 150 пьес, из них более 100 напечатанных в «Almanach Dramatischer Bühnenspiele» (1851—1868).
- Nichte und Tante
- Schwarzer Peter
- Englisch
- Ein glücklicher Familienvater
- Tantchen Unverzagt
- En passant
- Der geadelte Kaufmann
- Erziehung macht den Menschen
- Salz der Ehe